# TAM 2C-A2
El TAM 2C-A2 es un carro de combate que surge del proyecto de modernización del carro TAM (Tanque Argentino Mediano) del Ejército Argentino por parte de la empresa Elbit Systems de Israel. El primer prototipo TAM 2C fue presentado en 2013, y después la versión TAM 2C-A2, con capacidad de combate todo tiempo, mayor precisión y nuevos sensores, fue presentada en 2023. El primer lote fue entregado a la fuerza en 2024. El trabajo es llevado a cabo en la Dirección de Arsenales con asiento en Boulogne Sur Mer.
Existe otra modernización del TAM presentada en 2016, llamada TAM 2IP, que suma protección al blindaje original.

## Historia
En el año 2005, el Ejército Argentino inició el proyecto TAM 2C.El plan dirigido por el coronel Juan Simoncelli convocó a una licitación internacional. La primer propuesta fue realizada por Rheinmetall, pero finalmente la elegida fue la de Elbit Systems de Israel en 2010. Los oficiales del EA seleccionaron a la empresa por la gran experiencia en guerra de este país de Oriente Próximo.En efecto, los técnicos israelíes se guiaron por la experiencia en combate en Oriente Medio y la visión del general Israel Tal, diseñador del tanque Merkava.Entre 2011 y 2012 Elbit Systems trabajó sobre un prototipo, que fue producido en el país. Los cambios introducidos abarcaban la renovación del equipamiento de la torre, de la dirección de tiro, la inclusión de un detector láser, de una cámara térmica, de una estación meteorológica para cálculos del tiro, sistemas de comunicaciones, sistema de gestión del campo de batalla, mejoras en materia de seguridad para la tripulación, mejoras en las planta propulsora, faldones en los laterales, y adaptación para poder lanzar el misil antitanque Lahat.El trabajo principal se desarrolló en el Batallón de Arsenales 602 de la Agrupación de Arsenales 601, en la Guarnición de Ejército «Boulogne Sur Mer». La modernización es la dotación de TAM de la I Brigada Blindada con asiento en Tandil.
Se firmó un convenio país a país a través del Ministerio de Defensa y su homólogo de Israel, siendo nuevamente suscrito el 26 de junio de 2015, un convenio con el Gobierno de Israel y las empresas Elbit, Israel Military Industries y Tadiran para la modernización del Tanque Argentino Mediano desarrollándose las versión 2C y posteriormente la versión IP.
El recorrido y la modernización de las torretas queda a cargo de la empresa IMPSA en la provincia de Mendoza, con un contrato firmado 24 de junio de 2022.
En 2023, se presentó la versión A2 en el Batallón de Arsenales 602, el cual traía nuevas actualizaciones. El proceso de construcción del tanque lo realiza IMPSA en conjunto con Fabricaciones Militares.Un 70% de los componentes, repuestos e insumos para el mantenimiento de estas unidades son de origen nacional.Según lo expresado por los referentes del proyecto, la tanda final a entregar se realizaría entre los años 2026 a 2027.
El primer escuadrón con diez (10) tanques TAM 2C A2 fue entregado al RC Tan 8 con asiento en Magdalena (provincia de Buenos Aires) el 20 de diciembre de 2024.

## Características
Los trabajos realizados comprenden:
- Modernización total en la torreta, conservando los componentes mecánicos y estructurales básicos, como ser carcasa, cañón y vínculos elásticos.
- Cambio del accionamiento de la torreta pasando de ser hidráulica a eléctrica. Permitió el incremento de la velocidad de giro de ésta: girando a la máxima velocidad, en cuatro vueltas obtiene una vuelta y media de ventaja a las versiones anteriores del TAM.
- Se reemplazó la estabilización y se mejoró el balanceo del cañón. Se logró optimizar de esta forma la velocidad de captura y seguimiento del blanco, esencial para la supervivencia en combate.[13]

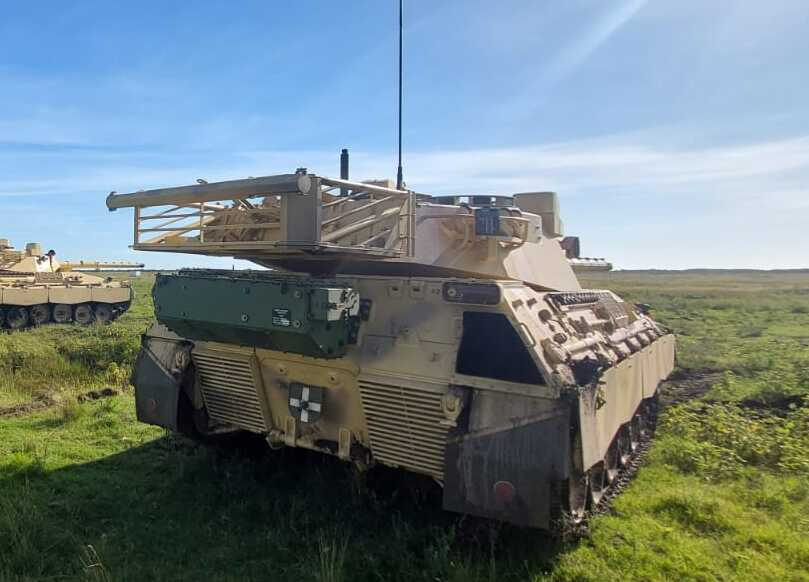
Parte trasera del TAM 2C-A2. Se puede apreciar la unidad de potencia auxiliar, debajo del cesto porta-equipo de la torre.

Se incrementó la velocidad de recarga del cañón y pasó a efectuar tres disparos en marcha, La explicación es: yendo a plena marcha y en el modo estabilizado, el tanque se mueve de acuerdo al terreno, mientras que el cañón permanece prácticamente inmóvil apuntando el blanco elegido. En estas circunstancias, el cargador ve como si el cañón subiera y bajara aunque en realidad es el mismo quien sube y baja con el vehículo conforme a los accidentes del terreno. Por lo tanto, dentro del mismo es casi imposible cargar y hay que detener la estabilización para poder hacerlo. En ese momento es donde se pierde el blanco, ya que hay cargar y apuntar nuevamente. En cambio, con el nuevo sistema, se detiene la estabilización (del cañón), se carga y el blanco sigue enganchado es decir, el cañón se desestabiliza por unos momentos, mientras que el sistema de puntería sigue fijando el blanco, una vez cargado y estabilizado nuevamente el cañón, este se alinea automáticamente con la línea de puntería. En el tiempo que se gana, permite hacer tres disparos contra uno de los tanques normales. Se "estima" que con munición especial puede tener un alcance efectivo de 2 000 m, y se equipara a oponentes con mayor calibre.[cita requerida] Se incorporó una estación meteorológica automática para mejorar los cálculos balísticos y se instaló un cobertor térmico al cañón para incrementar la precisión del mismo (manguito térmico). 

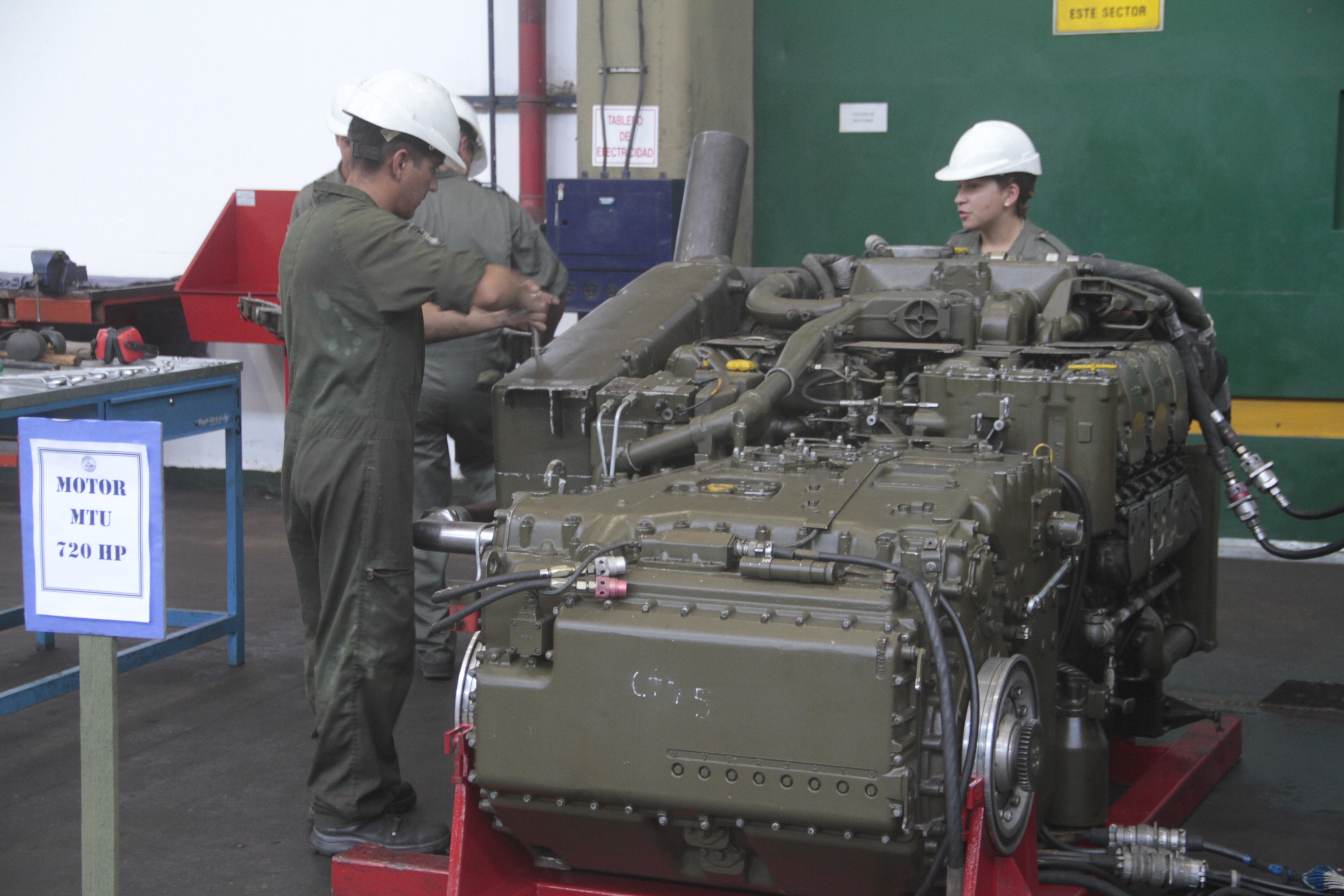
Motor del TAM.

- Dispone ahora la capacidad para lanzar el misil LAHAT mediante la adopción de un kit que le confiere 8000 m de alcance. Si bien aún no está  programado adquirirlo, se trata de una decisión política que habrá que examinar una vez concluida una determinada cantidad de vehículos.
- Se le ha agregado al chasis una cámara térmica de corto alcance para el conductor, que permite una conducción en ambientes nocturnos y diurnos, de niebla y de humo. Se incorporó miras térmicas y televisivas (doble canal con zoom continuo) tanto para el artillero como para el comandante, ambas con telemetro laser incorporados. La vieja computadora analógica fue remplazada por una digital Honeywell.
- Se remplazó el intercomunicador y se incorporó un sistema digital de comunicaciones con radio con salto de frecuencias encriptado y transmisión IP 115 Kbyte/s 25 de ancho de banda con transmisión de video e información para el sistema de cuadro (BMS) con jerarquía C4I (Battle Main System) que da un exacto panorama de la situación con despliegue cartográfico en pantallas LCD.
- Se incorporaron cuatro detectores de láser, que indica la presencia de amenazas enemigas para poder actuar en consecuencia ya sea pasando al ataque o tomando una maniobra evasiva conforme a las características del enemigo ya tiene la capacidad de identificar el origen en ángulo y elevación de la amenaza.
- Se incluyó una Unidad de Potencia Auxiliar (UPA) externa, que permite la operación del vehículo estando su motor detenido ideal para operaciones de vigilancia sigilosa por su bajo nivel de ruido y firma térmica.
- En el aspecto de protección de la tripulación, se incorporó un sistema de detección y supresión de incendio en el recinto de combate. El VCTAM solamente posee un sistema de supresión de incendio en el compartimiento motor. Se incorporó al sistema de combustible, un pre-filtro ciclónico separador del agua de condensación de humedad ambiente producida en los tanques de combustible, prolongando la vida útil de los filtros. Asimismo, se reemplazó el Regulador Electrónico trifásico de tensión original (de una alta tasa de fallas), por otro de diseño de última generación, con una regulación de la tensión de a bordo más fina, más estable y de alta confiabilidad. Actualmente la falla del regulador de tensión provoca la falla de la protección del motor MTU en la electrónica de parada de motor.
- La adopción de los faldones laterales disminuye sensiblemente el efecto “cometa” producido por el polvo removido por el tren de rodaje durante la circulación a campo través.

## Versiones

### TAM S21

Vista de un TAM 2IP (2021).

En 2002, las autoridades militares y políticas decidieron que era urgente reorganizar la capacidad industrial militar, las autoridades lanzaron el primer proyecto de recuperación y modernización de los TAM, que se encontraban en mal estado, en ese año se contrato a la empresa argentina Champion SA. El nombre de esta variante se llamó TAM S21, e incluyó novedades como visión nocturna, GPS, y un sistema de dirección de tiro. 

La proyección inicial de 20 se redujo a 18, antes de que el proyecto fuera cancelado después de que sólo se modificaron 6 vehículos, el contrato finalizó solo con 6 tanques modificados.

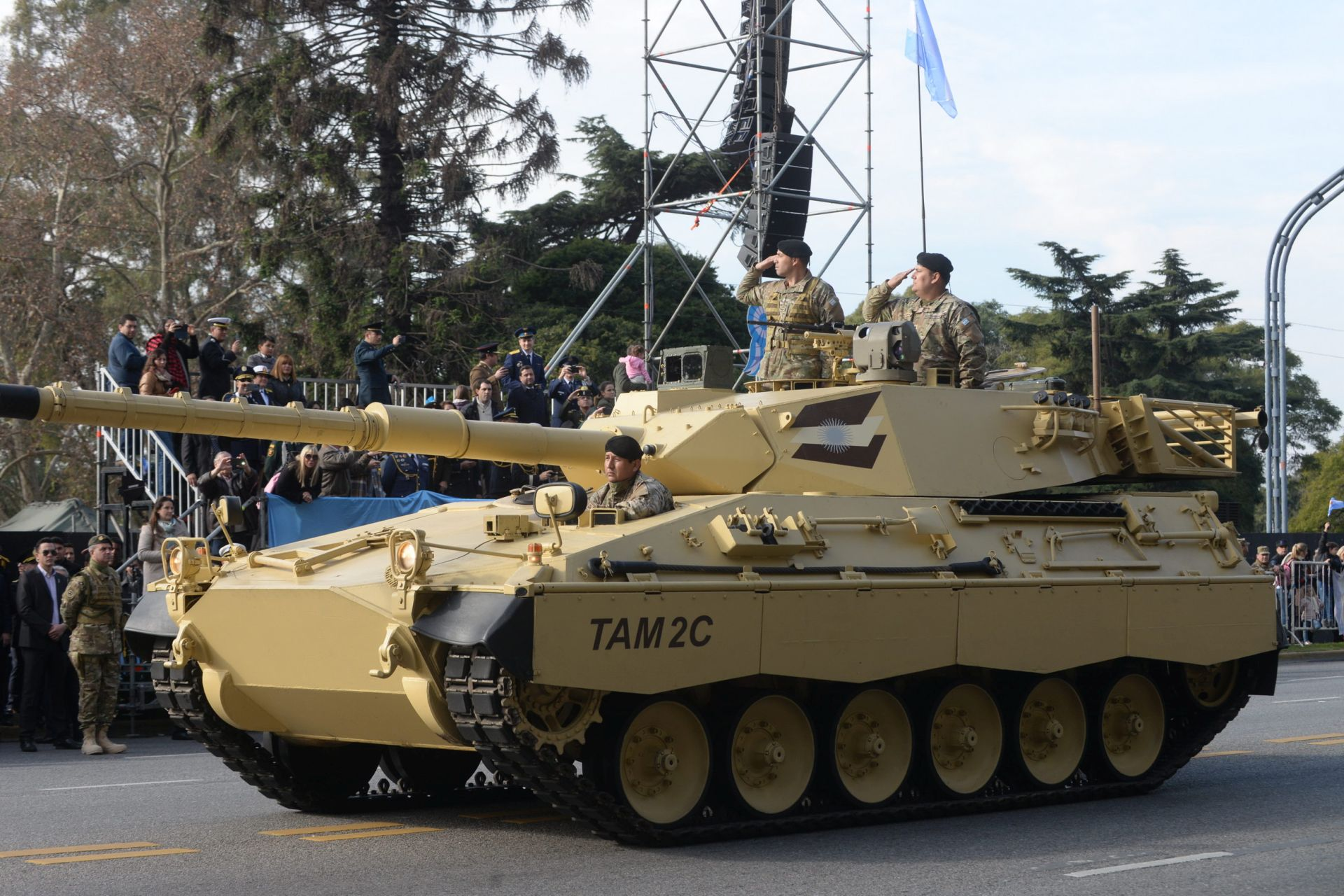
Vista de un TAM 2C (2019).

### TAM 2C
La primera versión de modernización de Elbit Systems. El prototipo fue fabricado en marzo de 2013. Incluía una modernización de la torre, una cámara térmica que permitía la operabilidad durante la noche, miras térmicas, telémetro láser, detector láser, un sistema de comunicaciones con radio con saltos de frecuencia, sistema de información de cuadro de batalla Battle Main System, y el accionamiento de la torre pasó a ser eléctrico. A nivel estético, se incluyó faldones en los laterales. Los componentes mecánicos y estructurales básicos no se modificaron.

### TAM 2IP
La segunda versión de modernización. El prototipo fue presentado en mayo de 2016.Conservaba los cambios del TAM 2C, e incluía un sistema modular de protección del tanque que cubría toda la torreta y los flancos.

### TAM 2C-A2

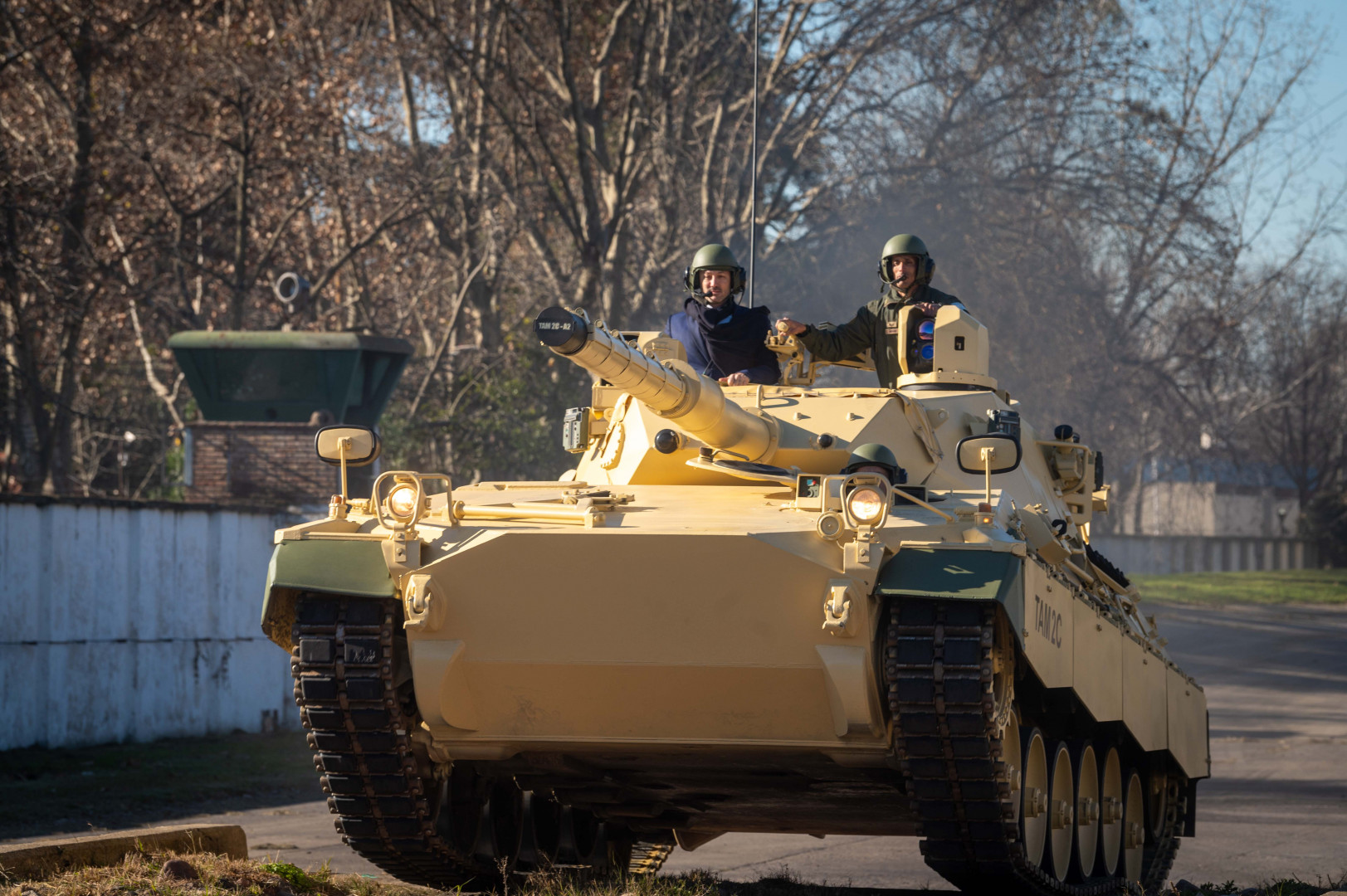
Vista de un TAM 2C-A2 (2024).

La tercer versión de modernización. El primer prototipo fue presentado en 2023.Las principales diferencias con el TAM 2C se encuentran en los sensores. El visor del apuntador cambia por un GIMBAL de tipo periscopio. En la parte del jefe de tanque, se cambia el sensor COAPS por un CPS, que le da la capacidad de seguimiento automático de blancos al jefe de tanque, función que antes solo podía realizar el apuntador, e incluye una protección blindada de 6 milímetros de acero.Entre otros cosas, se encuentran cambios en la pantalla del tanque y un cambio en el sistema de detección láser, convirtiéndolo en más moderno.